# 주디 톨
주디 톨(Judy Toll, 1958년 1월 14일 ~ 2002년 5월 2일)은 미국의 배우, 텔레비전 배우, 각본가, 영화배우이다.
필라델피아에서 태어났으며 샌타모니카에서 사망하였다. 사인은 흑색종이다. 

## 영화
- 보이 미츠 월드 (1993년)
- 피부 깊숙이 (1989년)
- 첫경험 (1988년)
- 브레이브 리틀 토스터 (1987년)